# Shinji Mori (Musiker)
Shinji Mori (jap. 守 新治, Mori Shinji; * 21. März 1953 in Sendai) ist ein japanischer Jazzmusiker (Schlagzeug).
Shinji Mori, der 1961 mit dem Schlagzeugspiel begann, spielte seit den frühen 1970er-Jahren in der japanischen Jazzszene. Er gehörte zunächst zum Quintett von Hiroshi Fukumura (Morning Flight, 1973), ab 1974 zum Quartett von Isao Suzuki. Mit dem Quartett von Sadao Watanabe gastierte er 1975 auf dem Montreux Jazz Festival; dieser Gruppe gehörte er bis 1977 an (Live in Nemuru). In den folgenden Jahren war er mit Tsuyoshi Yamamoto und mit Kunihiko Sugano im Aufnahmestudio. In den frühen 1980er-Jahren gehörte er zur Band von Masaru Imada (Andalusian Breeze, Tropical Sunset); 1980 begleitete er mit diesem die Formation Four Trombones (bestehend aus den Posaunisten Yoshio Oikawa, Michio Kagiwada, Hitomi Uchida, Toshinobu Iwasaki). Seit 1982 spielte er mit Isoo Fukui im Trio des Pianisten Bobby Enriquez, dann mit Eiji Kitamura sowie wiederum mit Tsuyoshi Yamamoto.
Anfang 1987 spielte Mori im Trio mit Kanji Ōta (Piano) und Satoshi Kosugi (Kontrabass) unter eigenem Namen das Album Sweet Pumpkin (Terashima) ein. In den 2000er-Jahren gehörte er dem Trio von Yuko Ohashi (mit Shinobu Satō) an, zu hören auf den Alben Buenos Aires 1953 und Home on the Range; auch war er mit Nobukazu Takemura im Studio. Im Bereich des Jazz war er zwischen 1973 und 2013 an 17 Aufnahmesessions beteiligt. In den 2010er-Jahren trat Mori weiterhin mit eigenem Quartett auf.